# Großer Preis von Italien 1970
Der Große Preis von Italien 1970 (offiziell XLI Gran Premio d'Italia) fand am 6. September auf dem Autodromo Nazionale di Monza in Monza statt und war das zehnte Rennen der Automobil-Weltmeisterschaft 1970. Das Rennen wurde vom tödlichen Trainingsunfall des Fahrers und WM-Führenden Jochen Rindt überschattet.

## Berichte

### Hintergrund
Nachdem das Team Tyrrell bei den bisherigen Rennen der Saison stets als March-Kundenteam angetreten war, wurde der erste Einsatz der Eigenkonstruktion Tyrrell 001 bei einem Weltmeisterschaftslauf mit Spannung erwartet, nachdem das Fahrzeug bei dem nicht zur WM zählenden Rennen im Oulton Park zwei Wochen zuvor ein vielversprechendes Ergebnis erzielt hatte. Das Team meldete einen der neuen Wagen für Jackie Stewart. Nach einigen mechanischen Problemen im ersten Training stieg dieser jedoch für die folgenden Trainingseinheiten sowie fürs Rennen wieder in den ausgereiften March 701 um.
Da auf dem Hochgeschwindigkeitskurs von Monza die Höchstgeschwindigkeit von entscheidenderer Bedeutung war als die Kurvengeschwindigkeiten, fuhren zumindest im Training einige Fahrer ohne die sonst üblichen Front- und Heckflügel an ihren Fahrzeugen, darunter Jackie Stewart, Rindt und Denis Hulme.

### Training
Ferrari bestätigte bereits im ersten Training das hervorragende Ergebnis vom Österreich-GP, indem Jacky Ickx die schnellste Zeit fuhr. Emerson Fittipaldi kam bei seinem ersten Einsatz im Lotus 72 bei hoher Geschwindigkeit im Bereich der Parabolica von der Strecke ab, rutschte über einen Erdwall und kam zwischen Bäumen am Streckenrand zum Stehen. Da er glücklicherweise keinen der Bäume berührte, blieb er unverletzt.
Am folgenden Tag kam der in der WM-Wertung führende Rindt dann während des Abschlusstrainings an nahezu identischer Stelle von der Strecke ab. Nachdem in der Anbremszone vermutlich eine Bremswelle gebrochen war, zog sein Wagen abrupt nach links, schlug dort heftig in die Leitplanken ein und wurde stark beschädigt. Rindt wurde von den Streckenposten geborgen und in einem Rettungswagen abtransportiert, erlag jedoch auf dem Weg ins Krankenhaus seinen schweren Verletzungen. Lotus zog daraufhin die drei verbliebenen Wagen vom Rennwochenende zurück. Nach Bruce McLaren und Piers Courage war Rindt bereits der dritte Stammfahrer der Saison 1970, der in diesem Jahr starb.
Das Training wurde zwar fortgesetzt, die Bestzeit von Ickx wurde jedoch nicht mehr unterboten, sodass sich Ickx die erste Startreihe mit seinem Teamkollegen Clay Regazzoni und B.R.M.-Pilot Pedro Rodríguez teilte.

### Rennen
Zunächst konnte Ickx seine Pole-Position nutzen, um in Führung zu gehen. Er wurde jedoch in der vierten Runde sowohl von Rodríguez als auch von Stewart überholt. Regazzoni gehörte ebenfalls zur Führungsgruppe und konnte schließlich in Runde 10 erstmals die Spitzenposition übernehmen. Durch Windschattenduelle auf den langen Geraden, die damals noch nicht durch Schikanen unterbrochen waren, kam es fast in jeder Runde zu einem Wechsel an der Spitze. Während des gesamten Rennens wechselte die Führung insgesamt 28 mal zwischen zunächst sechs verschiedenen Fahrern, in der zweiten Hälfte des Rennens jedoch nur noch zwischen Regazzoni und Stewart, da das Feld durch größtenteils technische Defekte stark dezimiert worden war. Am Ende rettete Regazzoni einen knappen Vorsprung vor Stewart ins Ziel und kam so zu seinem ersten Grand-Prix-Sieg.
Das Rennen war packend und dramatisch, stand jedoch natürlich im Schatten der tragischen Ereignisse vom Vortag. Die Siegesfeierlichkeiten seitens des Teams Ferrari waren dementsprechend gedämpft.

## Meldeliste
| Team                        | Nr. | Fahrer               | Chassis       | Motor                    | Reifen |
| --------------------------- | --- | -------------------- | ------------- | ------------------------ | ------ |
| Scuderia Ferrari SpA SEFAC  | 02  | Jacky Ickx           | Ferrari 312B  | Ferrari 001 3.0 F12      | F      |
| Scuderia Ferrari SpA SEFAC  | 04  | Clay Regazzoni       | Ferrari 312B  | Ferrari 001 3.0 F12      | F      |
| Scuderia Ferrari SpA SEFAC  | 06  | Ignazio Giunti       | Ferrari 312B  | Ferrari 001 3.0 F12      | F      |
| Yardley Team B.R.M.         | 08  | Jackie Oliver        | BRM P153      | BRM P142 3.0 V12         | D      |
| Yardley Team B.R.M.         | 10  | Pedro Rodríguez      | BRM P153      | BRM P142 3.0 V12         | D      |
| Yardley Team B.R.M.         | 12  | George Eaton         | BRM P153      | BRM P142 3.0 V12         | D      |
| Team Surtees                | 14  | John Surtees         | Surtees TS7   | Ford Cosworth DFV 3.0 V8 | F      |
| Tyrrell Racing Organisation | 16  | Jackie Stewart       | Tyrrell 001   | Ford Cosworth DFV 3.0 V8 | D      |
| Tyrrell Racing Organisation | 18  | Jackie Stewart       | March 701     | Ford Cosworth DFV 3.0 V8 | D      |
| Tyrrell Racing Organisation | 20  | François Cevert      | March 701     | Ford Cosworth DFV 3.0 V8 | D      |
| Gold Leaf Team Lotus        | 22  | Jochen Rindt         | Lotus 72C     | Ford Cosworth DFV 3.0 V8 | F      |
| Gold Leaf Team Lotus        | 24  | John Miles           | Lotus 72C     | Ford Cosworth DFV 3.0 V8 | F      |
| Gold Leaf Team Lotus        | 26  | Emerson Fittipaldi   | Lotus 72C     | Ford Cosworth DFV 3.0 V8 | F      |
| Rob Walker Racing Team      | 28  | Graham Hill          | Lotus 72C     | Ford Cosworth DFV 3.0 V8 | F      |
| Bruce McLaren Motor Racing  | 30  | Denis Hulme          | McLaren M14A  | Ford Cosworth DFV 3.0 V8 | G      |
| Bruce McLaren Motor Racing  | 32  | Peter Gethin         | McLaren M14A  | Ford Cosworth DFV 3.0 V8 | G      |
| Bruce McLaren Motor Racing  | 34  | Andrea de Adamich    | McLaren M14D  | Alfa Romeo T33 3.0 V8    | G      |
| Bruce McLaren Motor Racing  | 36  | Nanni Galli          | McLaren M7D   | Alfa Romeo T33 3.0 V8    | G      |
| Ecurie Bonnier              | 38  | Jo Bonnier           | McLaren M7C   | Ford Cosworth DFV 3.0 V8 | G      |
| Equipe Matra Elf            | 40  | Jean-Pierre Beltoise | Matra MS120   | Matra MS12 3.0 V12       | G      |
| Equipe Matra Elf            | 42  | Henri Pescarolo      | Matra MS120   | Matra MS12 3.0 V12       | G      |
| Motor Racing Developments   | 44  | Jack Brabham         | Brabham BT33  | Ford Cosworth DFV 3.0 V8 | G      |
| Auto Motor und Sport        | 46  | Rolf Stommelen       | Brabham BT33  | Ford Cosworth DFV 3.0 V8 | G      |
| March Engineering           | 48  | Chris Amon           | March 701     | Ford Cosworth DFV 3.0 V8 | F      |
| March Engineering           | 50  | Joseph Siffert       | March 701     | Ford Cosworth DFV 3.0 V8 | F      |
| Colin Crabbe Racing         | 52  | Ronnie Peterson      | March 701     | Ford Cosworth DFV 3.0 V8 | G      |
| Frank Williams Racing Cars  | 54  | Tim Schenken         | De Tomaso 505 | Ford Cosworth DFV 3.0 V8 | D      |
| Silvio Moser Racing Team    | 56  | Silvio Moser         | Bellasi F1 70 | Ford Cosworth DFV 3.0 V8 | G      |

Anmerkungen
1. ↑  Stewart fuhr den Tyrrell 001 mit der Startnummer 16 nur am ersten Trainingstag und benutzte fortan den March 701 mit der Startnummer 18.

## Klassifikationen

### Startaufstellung
| Pos. | Fahrer               | Konstrukteur       | Zeit    | Ø-Geschwindigkeit | Start |
| ---- | -------------------- | ------------------ | ------- | ----------------- | ----- |
| 01   | Jacky Ickx           | Ferrari            | 1:24,14 | 246,019 km/h      | 01    |
| 02   | Pedro Rodríguez      | B.R.M.             | 1:24,36 | 245,377 km/h      | 02    |
| 03   | Clay Regazzoni       | Ferrari            | 1:24,39 | 245,290 km/h      | 03    |
| 04   | Jackie Stewart       | March-Ford         | 1:24,73 | 244,305 km/h      | 04    |
| 05   | Ignazio Giunti       | Ferrari            | 1:24,74 | 244,277 km/h      | 05    |
| 06   | Jackie Oliver        | B.R.M.             | 1:24,77 | 244,190 km/h      | 06    |
| 07   | Joseph Siffert       | March-Ford         | 1:25,09 | 243,272 km/h      | 07    |
| 08   | Jack Brabham         | Brabham-Ford       | 1:25,39 | 242,417 km/h      | 08    |
| 09   | Denis Hulme          | McLaren-Ford       | 1:25,47 | 242,190 km/h      | 09    |
| 10   | John Surtees         | Surtees-Ford       | 1:25,56 | 241,935 km/h      | 10    |
| 11   | François Cevert      | March-Ford         | 1:25,56 | 241,935 km/h      | 11    |
| 12   | Jochen Rindt         | Lotus-Ford         | 1:25,71 | 241,512 km/h      | DNS   |
| 13   | Andrea de Adamich    | McLaren-Alfa Romeo | 1:25,91 | 240,950 km/h      | 12    |
| 14   | Ronnie Peterson      | March-Ford         | 1:25,93 | 240,894 km/h      | 13    |
| 15   | Jean-Pierre Beltoise | Matra              | 1:26,01 | 240,670 km/h      | 14    |
| 16   | Henri Pescarolo      | Matra              | 1:26,04 | 240,586 km/h      | 15    |
| 17   | Peter Gethin         | McLaren-Ford       | 1:26,19 | 240,167 km/h      | 16    |
| 18   | Graham Hill          | Lotus-Ford         | 1:26,38 | 239,639 km/h      | DNS   |
| 19   | John Miles           | Lotus-Ford         | 1:26,51 | 239,279 km/h      | DNS   |
| 20   | Rolf Stommelen       | Brabham-Ford       | 1:26,60 | 239,030 km/h      | 17    |
| 21   | Chris Amon           | March-Ford         | 1:26,67 | 238,837 km/h      | 18    |
| 22   | Tim Schenken         | De Tomaso-Ford     | 1:26,67 | 238,837 km/h      | 19    |
| 23   | George Eaton         | B.R.M.             | 1:27,15 | 237,522 km/h      | 20    |
| DNQ  | Jo Bonnier           | McLaren-Ford       | 1:28,07 | 235,040 km/h      | –     |
| 25   | Emerson Fittipaldi   | Lotus-Ford         | 1:28,39 | 234,189 km/h      | DNS   |
| DNQ  | Nanni Galli          | McLaren-Alfa Romeo | 1:28,59 | 233,661 km/h      | –     |
| DNQ  | Silvio Moser         | Bellasi-Ford       | 1:28,61 | 233,608 km/h      | –     |

### Rennen
| Pos. | Fahrer               | Konstrukteur       | Runden | Stopps | Zeit       | Start | Schnellste Runde |
| ---- | -------------------- | ------------------ | ------ | ------ | ---------- | ----- | ---------------- |
| 01   | Clay Regazzoni       | Ferrari            | 68     | 0      | 1:39:07,1  | 03    | 1:25,2           |
| 02   | Jackie Stewart       | March-Ford         | 68     | 0      | + 5,73     | 04    | 1:25,9           |
| 03   | Jean-Pierre Beltoise | Matra              | 68     | 0      | + 5,8      | 14    | 1:25,7           |
| 04   | Denis Hulme          | McLaren-Ford       | 68     | 0      | + 6,15     | 09    | 1:25,5           |
| 05   | Rolf Stommelen       | Brabham-Ford       | 68     | 0      | + 6,41     | 17    | 1:26,0           |
| 06   | François Cevert      | March-Ford         | 68     | 0      | + 1:03,46  | 11    | 1:26,5           |
| 07   | Chris Amon           | March-Ford         | 67     | 0      | + 1 Runde  | 18    | 1:26,0           |
| 08   | Andrea de Adamich    | McLaren-Alfa Romeo | 61     | 0      | + 7 Runden | 12    | 1:28,3           |
| –    | Peter Gethin         | McLaren-Ford       | 60     | 0      | NC         | 16    | 1:27,7           |
| –    | Jackie Oliver        | B.R.M.             | 36     | 0      | DNF        | 06    | 1:27,0           |
| –    | Ronnie Peterson      | March-Ford         | 35     | 0      | DNF        | 13    | 1:27,8           |
| –    | Jack Brabham         | Brabham-Ford       | 31     | 0      | DNF        | 08    | 1:26,9           |
| –    | Jacky Ickx           | Ferrari            | 25     | 0      | DNF        | 01    | 1:26,7           |
| –    | George Eaton         | B.R.M.             | 21     | 0      | DNF        | 20    | 1:28,0           |
| –    | Tim Schenken         | De Tomaso-Ford     | 17     | 0      | DNF        | 19    | 1:28,0           |
| –    | Ignazio Giunti       | Ferrari            | 14     | 0      | DNF        | 15    | 1:27,1           |
| –    | Henri Pescarolo      | Matra              | 14     | 0      | DNF        | 05    | 1:26,5           |
| –    | Pedro Rodríguez      | B.R.M.             | 12     | 0      | DNF        | 02    | 1:27,3           |
| –    | Joseph Siffert       | March-Ford         | 3      | 0      | DNF        | 07    | 1:30,3           |
| –    | John Surtees         | Surtees-Ford       | 0      | 0      | DNF        | 10    | –                |
| DNS  | Jochen Rindt         | Lotus-Ford         | –      | –      | –          | –     | –                |

## WM-Stände nach dem Rennen
Die ersten sechs des Rennens bekamen 9, 6, 4, 3, 2, 1 Punkt(e). Die besten sechs Ergebnisse der ersten sieben und die besten fünf der letzten sechs Rennen zählten zur Meisterschaft. In der Konstrukteurswertung zählten dabei nur die Punkte des bestplatzierten Fahrers eines Teams.

### Fahrerwertung
| Pos. | Fahrer               | Konstrukteur | Punkte |
| ---- | -------------------- | ------------ | ------ |
| 01   | Jochen Rindt †       | Lotus-Ford   | 45     |
| 02   | Jack Brabham         | Brabham-Ford | 25     |
| 03   | Jackie Stewart       | March-Ford   | 25     |
| 04   | Denis Hulme          | McLaren-Ford | 23     |
| 05   | Clay Regazzoni       | Ferrari      | 21     |
| 06   | Jacky Ickx           | Ferrari      | 19     |
| 07   | Chris Amon           | March-Ford   | 14     |
| 08   | Jean-Pierre Beltoise | Matra        | 14     |
| 09   | Pedro Rodríguez      | B.R.M.       | 13     |
| 10   | Rolf Stommelen       | Brabham-Ford | 10     |
| 11   | Henri Pescarolo      | Matra        | 8      |
| 12   | Graham Hill          | Lotus-Ford   | 7      |
| 13   | Bruce McLaren †      | McLaren-Ford | 6      |
| 14   | Mario Andretti       | March-Ford   | 4      |
| 15   | Emerson Fittipaldi   | Lotus-Ford   | 3      |
| 16   | Ignazio Giunti       | Ferrari      | 3      |
| 17   | John Miles           | Lotus-Ford   | 2      |
| 18   | Johnny Servoz-Gavin  | March-Ford   | 2      |

| Pos. | Fahrer            | Konstrukteur                | Punkte |
| ---- | ----------------- | --------------------------- | ------ |
| 19   | Jackie Oliver     | B.R.M.                      | 2      |
| 20   | John Surtees      | Surtees-Ford / McLaren-Ford | 1      |
| 21   | Dan Gurney        | McLaren-Ford                | 1      |
| 22   | François Cevert   | March-Ford                  | 1      |
| 23   | Joseph Siffert    | Brabham-Ford                | 0      |
| 24   | Ronnie Peterson   | March-Ford                  | 0      |
| 25   | Andrea de Adamich | McLaren-Alfa Romeo          | 0      |
| 26   | John Love         | Lotus-Ford                  | 0      |
| 27   | Peter Gethin      | McLaren-Ford                | 0      |
| 28   | George Eaton      | B.R.M.                      | 0      |
| 29   | Peter de Klerk    | Lotus-Ford                  | 0      |
| 30   | Dave Charlton     | Lotus-Ford                  | 0      |
| –    | Piers Courage †   | De Tomaso-Ford              | 0      |
| –    | Derek Bell        | Brabham-Ford                | 0      |
| –    | Pete Lovely       | Lotus-Ford                  | 0      |
| –    | Tim Schenken      | De Tomaso-Ford              | 0      |
| –    | Silvio Moser      | Belassi-Ford                | 0      |

### Konstrukteurswertung
| Pos. | Konstrukteur | Punkte |
| ---- | ------------ | ------ |
| 01   | Lotus-Ford   | 50     |
| 02   | March-Ford   | 39     |
| 03   | Brabham-Ford | 35     |
| 04   | Ferrari      | 34     |

| Pos. | Konstrukteur   | Punkte |
| ---- | -------------- | ------ |
| 05   | McLaren-Ford   | 30     |
| 06   | Matra          | 21     |
| 07   | B.R.M.         | 13     |
| –    | De Tomaso-Ford | 0      |